# Sähkö Recordings
Sähkö Recordings ist ein finnisches Plattenlabel für Techno und Minimal Techno.

## Geschichte
Tommi Grönlund gründete Sähkö 1993. Der Labelname ist das finnische Wort für Elektrizität. Erste Veröffentlichung war die von Mika Vainio unter dem Alias Ø veröffentlichte EP Röntgen (SÄHKÖ-001). Es folgten Veröffentlichungen von Panasonic (Panasonic EP), Mike Ink (Rosengranz), Kirlian (Porzellangasse Grooves Pt. 1) und Fred Giannelli (Telepathic Romance).
Sähkö war auch für extrem minimalistische und dennoch kunstvoll gestaltete Schallplattencover bekannt. So erschienen die ersten Singles in einfachen silbernen Schallplattencovern mit kleinen Löchern in der Mitte der Platten. Das Design war inspiriert vom Musiker Boyd Rice, der seine Platten ebenfalls per Bohrmaschine mit zusätzlichen Löchern versehen hatte.
1994 wurde das Sublabel Puu gegründet, das von Jimi Tenor betrieben wird und sich mehr den Genres House, Easy Listening und Jazz widmet.
Mit Keys Of Life wurde im Jahr 1999 ein weiteres Sähkö-Sublabel gegründet, das sich mit Veröffentlichungen von Roberto Rodriguez, Freestyle Man, Acid Kings oder Jori Hulkkonen ausschließlich dem House-Genre widmet.
Grönlund gründete 2001 das Sublabel Jazzpuu, auf dem unter anderem die Jazzmusiker Olli Ahvenlahti, Eero Koivistoinen, Jukka Tolonen oder das Heikki Sarmanto Trio veröffentlichten.

## Dokumentarfilm
- 1995: Sähkö the Movie (Regie: Jimi Tenor)